# Charles Bougot
Charles Bougot, né en 1872 à Guichen, mort en 1949 à Rennes, fut un militant syndicaliste et homme politique français, connu comme fondateur de deux coopératives vers 1898 et pour ses activités syndicales, il a été adjoint au maire de Rennes de 1925 à 1935, ainsi que président du conseil des Prud'hommes de Rennes de 1904 à 1924.

## Hommages
Plusieurs villes de Bretagne ont donné son nom à une rue, on peut citer notamment Fougères, Guichen, Rennes.

### Sources et bibliographie
- Emmanuel Salmon-Legagneur (dir.) et al. (préf. Yvon Bourges, anc. ministre, prés. du conseil régional de Bretagne), Les noms qui ont fait l'histoire de Bretagne : 1 000 noms pour les rues de Bretagne, Spézet, Coop Breizh et Institut culturel de Bretagne, 1997, 446 p. (ISBN 978-2-84346-032-6), p. 57Notice de Jean Gourhand.